# Soma 0,5 mg
Soma 0,5 mg (stylizowany zapis SOMA 0,5 mg) – album duetu Taconafide. Wydawnictwo ukazało się 13 kwietnia 2018 nakładem należącej do raperów oficyny Taconafidex, w dystrybucji Step Hurt. Single zostały wydane na kanałach „QueQuality” oraz „Taco Hemingway” w serwisie YouTube. Album reprezentuje stylistykę hip-hopową z wpływami trapu i popu. Główną tematyką tekstów jest samotność, niechciana popularność oraz pieniądze.
Soma 0,5 mg spotkała się ze zróżnicowanym przyjęciem krytyków muzycznych. Recenzenci zarzucili projektowi nacisk na komercyjność i popularność, a mniejsze przykucie uwagi do warstwy tekstowej i muzycznej. Album odniósł jeden z największych sukcesów komercyjnych w polskim hip-hopie, odnotowując milionowe wyniki odtworzeń w serwisach streamingowych i debiutując na pierwszym miejscu ogólnopolskiej listy sprzedaży OLiS. Kilkanaście dni po premierze wydawnictwo zostało nagrodzone przez Związek Producentów Audio-Video podwójnie platynową płytą za osiągnięcie progu 60 tysięcy kupionych egzemplarzy na terenie Polski. Ostatecznie album otrzymał status diamentowej płyty, sprzedając się w ponad 150 tys. egzemplarzach i spędzając blisko 150 tygodni na liście OLiS. Album był drugą najlepiej sprzedającą się płytą w Polsce w 2018 roku.
W ramach promocji wydawnictwa raperzy wyruszyli w trasę koncertową Ekodiesel Tour, obejmującą największe hale w Polsce.

## Tło
Raperzy poznali się na początku 2015 w Warszawie; Kuba Grabowski wówczas zaproponował Taco Hemingwayowi dołączenie do jego wytwórni, QueQuality. Parę miesięcy później powstał pomysł, żeby nagrać razem utwór, co w późniejszym czasie przerodziło się w nagranie całego albumu. 9 stycznia 2018 serwis CGM wydał żartobliwy artykuł na temat wspólnej płyty raperów. Na początku 2018 media obiegła informacja, jakoby Taco Hemingway rzeczywiście miał nagrać płytę wspólnie z Quebonafide. W marcu 2018 plotki na temat wspólnego projektu raperów zostały potwierdzone, a artyści zamieścili zagadkowe grafiki na swoich kontach na Instagramie. Tego samego miesiąca jedna z modelek, Aleksandra Makiewicz, uczestnicząca w procesie produkcyjnym teledysku do jednego z utworów, poinformowała na swoim profilu instagramowym, że premiera albumu zaplanowana jest na 22 marca tego roku. Post został szybko skasowany z portalu, ale informacja zdążyła roznieść się po mediach.

## Nagrywanie i produkcja
Za realizacje i mastering płyty odpowiadają Solar, Rafał Smoleń oraz DJ Johny, nagrania zostały zarejestrowane w Nobocoto Studio, w Warszawie. Solar napisał na profilu instagramowym „Z tego co zauważyłem dużo osób obawia się tego połączenia, ale niesłusznie. Udało się znaleźć wspólny mianownik i płyta jest bardzo fajna, zresztą singiel to potwierdza”. Za produkcje utworów na płycie odpowiedzialni są: Rumak, Zeppy Zep, Forxst, Sergiusz, 2K, Michał Graczyk, SoSpecial, Pham, Duit, Supremé oraz Oster Music. Utwór „Kryptowaluty” wzbudził kontrowersje, wiele osób zarzuciło producentom singla, Michałowi Graczykowi i 2K, plagiat. Melodia utworu jest łudząco podobna do numeru „Litty” Meek Milla.

## Wydanie i promocja

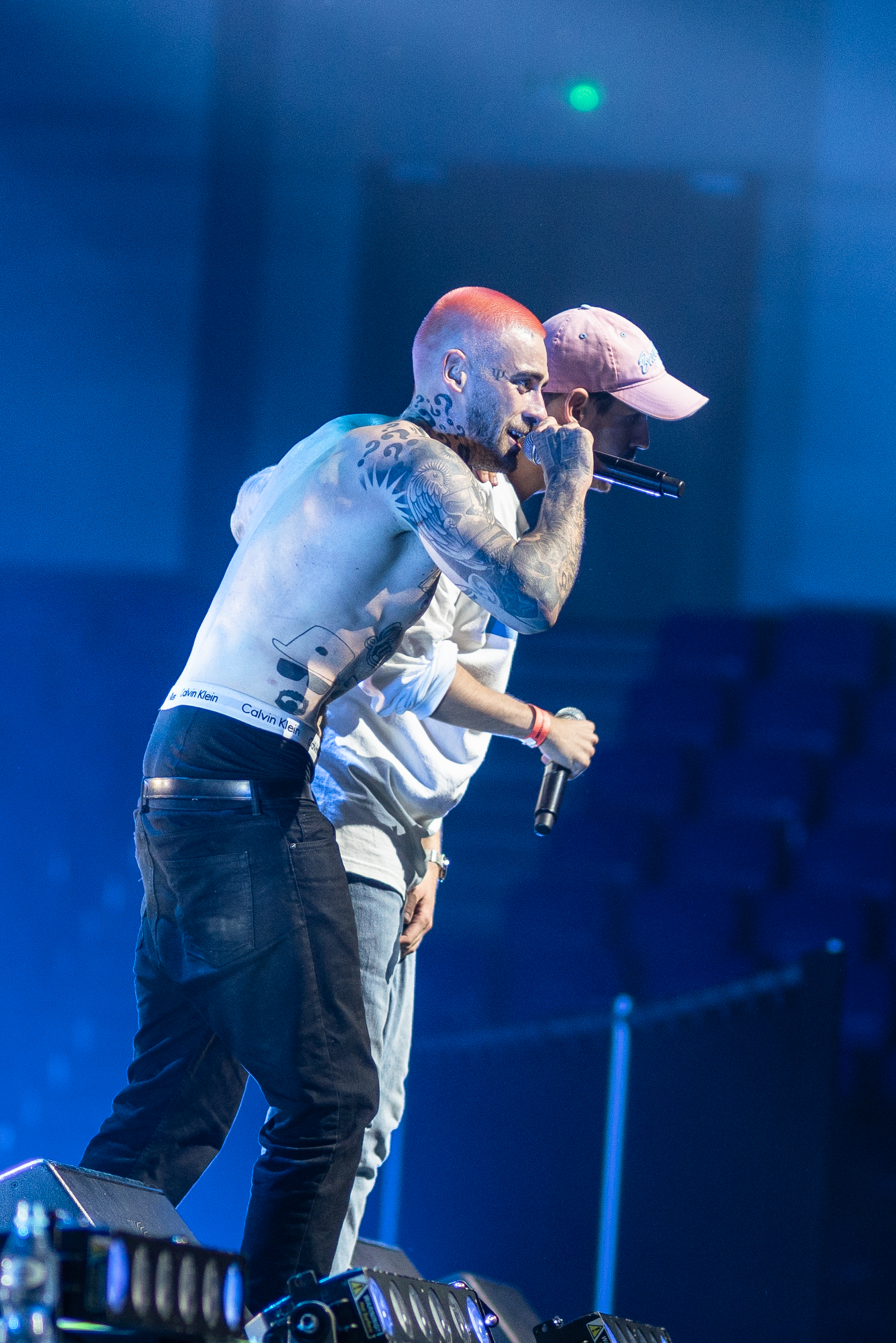
Raperzy podczas trasy Ekodiesel Tour, 2018

16 marca 2018 ruszyła przedsprzedaż albumu do zamówienia na specjalnie przygotowanej pod to stronie, ponadto została ujawniona data premiery płyty. 27 marca poinformowano o tym, jakie dodatki znajdą się w edycji limitowanej, poza tym opublikowane zostały zagadkowe grafiki zapowiadające gościnne występy na albumie. 1 kwietnia 2018 na instagramowym koncie Taconafide pojawiła się cała tracklista głównego albumu oraz bonusowego o nazwie 0,25 mg. Ujawniono również producentów oraz gości na dodatkowym CD, którymi okazali się: Bedoes, Kękę, Paluch, Kaz Bałagane, Dawid Podsiadło oraz Białas. Do albumu w wersji preorderowej został dodany również zin pt. SOMA Instrukcja Obsługi, na którym znajduje się m.in. zapis rozmów między raperami na przełomie lat 2015–2018. Album promowała wspólna trasa koncertowa po największych miastach w Polsce, pt. Ekodiesel Tour. Artyści w dwa tygodnie wysprzedali bilety na koncert w Torwarze oraz w szybkim tempie wyprzedali resztę koncertów na wielkich halach w Polsce. Jest to największy sukces komercyjny w kwestii koncertów w historii polskiego rapu. 6 lipca raperzy zagrali ostatni dodatkowy koncert na Open’er Festival w Gdyni. Według medialnych relacji, raperzy zgromadzili kilkudziesięciotysięczną publiczność, porównywalną z największymi gwiazdami wieczoru, zespołem Gorillaz, a zarazem największą spośród polskich wykonawców w historii Open’era. 19 października 2018 roku ukazała się wersja albumu na dwóch płytach winylowych.

### Single
16 marca 2018 ukazał się pierwszy singiel duetu pt. „Art-B” na kanale wytwórni QueQuality. Utwór pobił rekord Eda Sheerana w kategorii najczęściej słuchanego singla w Polsce, w serwisie Spotify. Dotarł również do 12. miejsca na liście przebojów radia UJOT FM. 22 marca 2018 ukazał się drugi singiel pt. „Tamagotchi” wraz z teledyskiem, na kanale Taco. Utwór pobił rekord poprzedniego singla w kategorii najczęściej słuchanego singla w Polsce, w serwisie Spotify. Sam utwór utrzymywał się tydzień na 1. miejscu karty czasu serwisu YouTube, osiągając ponad 10 mln wyświetleń w dziesięć dni. Utwór również trafił na szczyty listy przebojów m.in. w radiu Esce czy RMF Maxxx. Singiel ustanowił również rekord na Spotify w kwestii najczęściej słuchanego utworu w przeciągu tygodniu, osiągając 1 797 617 odsłuchów (wcześniej rekord należał do Eda Sheerana z wynikiem 767 383 odtworzeń). Piosenka dotarła także do 22. miejsca listy najlepiej sprzedających się singli w Polsce – AirPlay. 4 kwietnia 2018 na kanale Taco ukazał się kolejny singiel, „Metallica 808”. 9 kwietnia 2018 premierę ma czwarty singiel pt. „Kryptowaluty” na kanale wytwórni QueQuality. Cała płyta trafiła na pierwsze Top 15 w serwisie Spotify.

## Kontrowersje

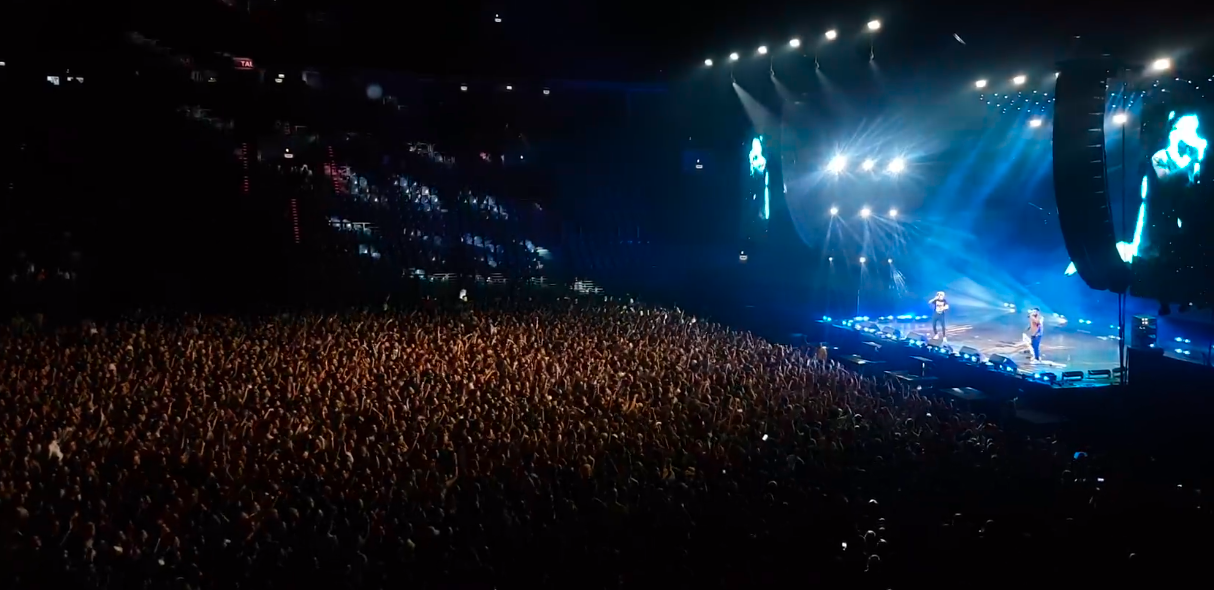
Występ Taconafide w Katowicach, 2018

Już od pierwszych plotek o wydaniu albumu, projekt stał się kontrowersyjny. Ludzie zarzucali artystom, że ci współpracują ze sobą tylko w celach zarobkowych. W trakcie tworzenia płyty, obydwaj artyści byli u szczytu popularności. Quebonafide wydał Egzotykę, która zadebiutowała na 1. miejscu OLiS, sprzedając w ponad 90 tys. egzemplarzy, stając się najlepiej sprzedającą płytą w 2017 roku. Wszystkie jej single osiągały kilka milionów wyświetleń, dodatkowo singiel Candy stał się przebojem w rozgłośniach radiowych. Taco zaskoczył ludzi, zmieniając swoją stylistykę i nagrał Szprycer, który również zadebiutował na 1. miejscu OLiS, sprzedając się w ponad 30 tys. egzemplarzy. Także wszystkie utwory z albumu osiągały kilka milionów wyświetleń, dodatkowo singiel Nostalgia stał się przebojem w rozgłośniach radiowych. Raperzy odpowiedzieli na zarzuty w pierwszym utworze z płyty pt. Intro, wersami „Taco na fejmie Quebo, Que na renomie Taco. Spece od sentymentów trochę tu groszy zgarną. Śpiewać jak w „Candy” będą i zwiększą swój portfel, brawo. Ty tak twierdzisz, ja bym chciał przekazać coś dzieciakom”. Również w książeczce dodanej do płyty, Taco napisał, że projekt powstałby bez względu na popularność i był planowany od bardzo dawna oraz że artystów wcale nie połączyli ich managerowie.
Czwarty singiel z płyty pt. Kryptowaluty produkcji Michała Graczyka oraz 2K wzbudził kontrowersje, gdyż melodia utworu była łudząco podobna do piosenki Meek Milla pt. Litty. Wiele osób zarzuciło producentom plagiat, jednak Michał Graczyk odpowiedział, że melodia jest przypadkowo podobna. Nie zgodził się z tym producent znany z nagrywaniem z raperem Białasem, Lanek, który mocno skrytykował Michała Graczyka, zarzucając zwykłą kradzież. Ostatecznie do utworu została dodana informacja o samplingu z piosenki Meek Milla. Kontrowersje wzbudził także sposób wydania płyty, którą sprzedawano w formie książki, by zmniejszyć koszty związane z podatkiem VAT. Płacąc za produkt, konsumenci kupowali de facto książkę z dołączoną płytą, nie zaś samą płytę. Po nagłośnieniu sprawy przez media zainteresowało się nią Ministerstwo Finansów w Polsce. W wyniku jego zaleceń wydawcy albumu musieli zmienić swoją politykę finansową, przy okazji zaznaczając, że raperzy nie mieli nic wspólnego z wyborem takiej formy sprzedaży. Według szacunków dzięki zmniejszeniu kosztów podatkowych raperzy zarobili dodatkowo ponad kilkadziesiąt tysięcy złotych.

## Ekodiesel Tour
16 marca 2018 roku raperzy ogłosił trasę koncertową pod tytułem Ekodiesel Tour, równocześnie podając daty występów w poszczególnych miastach.

## Odbiór

### Krytyczny
Album zebrał mieszane oceny wśród krytyków.
Jarek Szubrycht z „Gazety Wyborczej” przyznał albumowi trzy z pięciu gwiazdek twierdząc, że to „album skazany na sukces i fani pokochają go bez względu na słabszą treść”. Karol Stefańczyk z portalu Codziennej Gazety Muzycznej ocenił album na trzy gwiazdki (w skali na pięć), uważając, że to „dobry album, ale z nie wykorzystanym potencjałem”. Anna Nicz z portalu Spiderweb oceniła płytę pozytywnie twierdząc, że „album słucha się przyjemnie”, choć jest na nim „za dużo chłodnej kalkulacji, za mało polotu”.
Mieszane odczucia co do albumu miał również m.in. Rafał Samborski z portalu Interia.pl, który dał albumowi ocenę 4 na 10, tłumacząc to słowami: Album odniósł tylko sukces komercyjny, a nie koniecznie artystyczny. W artykule zarzucił wiele braków albumowi twierdząc, że „płyta przyniosła rozczarowanie słuchaczom”. Najbardziej album skrytykował Maciej Wernio na łamach portalu Noizz.pl, który zarzucił twórcom, że album to „rozczarowanie” i „niewykorzystanie potencjału obydwu artystów”. W swojej recenzji wskazał również, że teksty były pisane tak, żeby odnieść sukces komercyjny, i dodał, że „Soma 0,5 mg to słaby album, który nie spełnił pokładanych w nim oczekiwań i może być najgorszym dziełem w dotychczasowej dyskografii obydwu raperów”.
Alicja Surmak z allaboutmusic.pl oceniła album dość pozytywnie, wystawiając ocenę siedem w skali na dziesięć. W swojej recenzji napisała, że choć raperzy potrafią miejscami przynudzać, to jest też kilka kompozycji które wybijają się przed resztę. Na koniec stwierdzając „Po dłuższym zastanowieniu, dlaczego ciężko się jest tą płytą zachwycić, nasuwa się stwierdzenie, że jest po prostu za mało charakterystycznie. Ale trzeba przyznać – oboje postawili sobie wysoką poprzeczkę za sprawą solowej twórczości.”. Natomiast Marcin Nowak z portalu Rapduma.pl miał mieszane odczucia co do albumu. Stwierdził, że płyta to próba wbicia się w komercyjny świat muzyki, jednakże możemy znaleźć na płycie kilka ciekawych numerów.

### Komercyjny
Album odniósł jeden z największych sukcesów komercyjnych w polskim hip-hopie, odnotowując milionowe wyniki odtworzeń w serwisach streamingowych, największe wyniki osiągnęły takie utwory jak „Tamagotchi”, „Kryptowaluty”, „8 kobiet” i „Art-B”. Singiel „Tamagotchi” zdobył ponad 60 mln odtworzeń pobijając rekordy popularności oraz dobił szczyty list przebojów m.in. w radiach Eska, RMF FM, RMF Maxxx, Radiu Trójka oraz Radiu Szczecin. Piosenka dotarła także do 22. miejsca listy najlepiej sprzedających się singli w Polsce – AirPlay. Cała płyta trafiła na pierwsze Top 15 w serwisie Spotify. Album zadebiutował na 1. miejscu polskiej listy przebojów – OLiS, okupując jej podium przez 4 tygodnie, łącznię spędzając na liście 6 miesięcy. Płyta sprzedała się w ponad 30 tys. egzemplarzy zdobywając tym samym status platynowej płyty. Płyta była również najlepiej sprzedającym się albumem w Polsce w kwietniu oraz w maju w 2018. 4 lipca 2018 albumowi przyznano status podwójnej platynowej płyty, za sprzedaż 60 tys. egzemplarzy. Nagrania były najlepiej sprzedającym się albumem pierwszego półrocza 2018 roku na terenie Polski. Trasa koncertowa po największych halach polski okazała się największym sukcesem komercyjny w kwestii koncertów w historii polskiego rapu. Do października tego samego roku, album rozszedł się w ponad 90 tys. egzemplarzy zdobywając status potrójnej platynowej płyty. Zdaniem mediów, do końca 2018 roku album Soma 0,5 mg sprzedał się w około 100 tys. egzemplarzy płyt. Album był drugą najlepiej sprzedającą się płytą w Polsce w 2018 roku, ustępując tylko albumowi Małomiasteczkowy Dawida Podsiadło. W październiku 2019 roku album uzyskał status diamentowej płyty.
W całorocznych listach polskiego oddziału Spotify płyta zajęła pierwsze miejsce w rankingu najczęściej słuchanych albumów, zaś „Tamagotchi” – pierwsze w zestawieniu najczęściej słuchanych utworów. Na liście najchętniej słuchanych wykonawców duet Taconafide zajął trzecie miejsce, zaś jako solowi artyści raperzy zajęli dwie pierwsze pozycje. Na początku 2019 roku album zdobył nagrodę Fryderyka dla albumu roku hip-hop oraz został nominowany do Bestsellerów Empiku w kategorii Muzyka polska.

### Nagrody i nominacje
| Rok  | Kategoria                           | Nagroda                 | Rezultat   |
| ---- | ----------------------------------- | ----------------------- | ---------- |
| 2018 | Najpopularniejsze albumy w Polsce   | Statystyki Spotify 2018 | Wygrana    |
| 2018 | Najlepsze okładki płyt              | Cover awArts 2018       | 6. miejsce |
| 2019 | Najpopularniejsza muzyka Polska     | Bestsellery Empiku 2018 | Nominacja  |
| 2019 | Płyta roku                          | Onet – Najlepsi 2018    | 6. miejsce |
| 2019 | Album roku hip-hop                  | Fryderyki 2019          | Wygrana    |
| 2019 | Rap płyta roku                      | Plebiscyt WuDoo/Hip-Hop | Wygrana    |
| 2019 | Wydanie roku (Nagroda publiczności) | Popkillery 2019         | Wygrana    |
| 2019 | Album roku (Nagroda publiczności)   | Popkillery 2019         | 3. miejsce |

## Lista utworów
Opracowano na podstawie materiału źródłowego. 
| Nr  | Tytuł utworu    | Tekst                             | Producent           | Długość |
| --- | --------------- | --------------------------------- | ------------------- | ------- |
| 1.  | „Intro”         | Filip Szcześniak · Kuba Grabowski | Rumak               | 2:28    |
| 2.  | „Metallica 808” | F. Szcześniak · K. Grabowski      | Zeppy Zep           | 3:10    |
| 3.  | „Art-B”         | F. Szcześniak · K. Grabowski      | Forxst              | 3:19    |
| 4.  | „Ekodiesel”     | F. Szcześniak · K. Grabowski      | Sergiusz · 2K       | 3:39    |
| 5.  | „Wiem”          | F. Szcześniak · K. Grabowski      | Sergiusz · 2K       | 3:41    |
| 6.  | „Kryptowaluty”  | F. Szcześniak · K. Grabowski      | Michał Graczyk · 2K | 4:36    |
| 7.  | „PIN”           | F. Szcześniak · K. Grabowski      | soSpecial           | 3:38    |
| 8.  | „8 kobiet”      | F. Szcześniak · K. Grabowski      | Pham                | 3:19    |
| 9.  | „Tamagotchi”    | F. Szcześniak · K. Grabowski      | Forxst              | 3:23    |
| 10. | „Nóż”           | F. Szcześniak · K. Grabowski      | Duit                | 3:27    |
| 11. | „Visa”          | F. Szcześniak · K. Grabowski      | Michał Graczyk · 2K | 3:30    |
| 12. | „Mleko i miód”  | F. Szcześniak · K. Grabowski      | Pham                | 3:29    |
| 13. | „Giro d’Italia” | F. Szcześniak · K. Grabowski      | Supremé             | 3:00    |
| 14. | „Sectumsempra”  | F. Szcześniak · K. Grabowski      | Michał Graczyk · 2K | 3:33    |
| 15. | „Soma”          | F. Szcześniak · K. Grabowski      | Oster Music         | 3:02    |
|     |                 |                                   |                     | 51:14   |

## Sprzedaż

### Pozycje w notowaniach OLiS
OLiS jest ogólnopolskim notowaniem, tworzonym przez agencję TNS Polska na podstawie sprzedaży albumów muzycznych na nośnikach fizycznych (od tygodnia 25 lista uwzględnia informacji o pobraniach w formacie digital download czy odtworzeniach w serwisach streamingowych).
| Tydzień | 1      | 2      | 3      | 4      | 5      | 6       | 7       | 8       | 9       | 10      | 11      | 12      | 13      | 14      | 15      | 16      |
| ------- | ------ | ------ | ------ | ------ | ------ | ------- | ------- | ------- | ------- | ------- | ------- | ------- | ------- | ------- | ------- | ------- |
| Pozycja | 1      | 2      | 1      | 2      | 4      | 6       | 4       | 6       | 11      | 6       | 17      | 12      | 11      | 13      | 13      | 16      |
| Źródło  | [ 81 ] | [ 82 ] | [ 83 ] | [ 84 ] | [ 85 ] | [ 86 ]  | [ 87 ]  | [ 88 ]  | [ 89 ]  | [ 90 ]  | [ 91 ]  | [ 92 ]  | [ 93 ]  | [ 94 ]  | [ 95 ]  | [ 96 ]  |
| Tydzień | 17     | 18     | 19     | 20     | 21     | 22      | 23      | 24      | 25      | 26      | 27      | 28      | 29      | 30      | 31      | 32      |
| Pozycja | 17     | 20     | 30     | 40     | 38     | 21      | 24      | 38      | 95      | 97      | 88      | 88      | 88      | 72      | 58      | 73      |
| Źródło  | [ 96 ] | [ 97 ] | [ 64 ] | [ 98 ] | [ 99 ] | [ 100 ] | [ 101 ] | [ 102 ] | [ 103 ] | [ 103 ] | [ 103 ] | [ 103 ] | [ 103 ] | [ 103 ] | [ 103 ] | [ 103 ] |
| Tydzień | 33     | 34     | 35     | 36     | 37     | 38      | 39      | 40      | 41      | 42      | 43      | 44      | 45      | 46      | 47      | 48      |
| Pozycja | 99     | 92     | 89     | 78     | 63     | 46      | 54      | 63      | 73      | 63      | 65      | 47      | 31      | 31      | 38      | 53      |
| Tydzień | 49     | 50     | 51     | 52     | 53     | 54      | 55      | 56      | 57      | 58      | 59      | 60      | 61      | 62      | 63      | 64      |
| Pozycja | 40     | 36     | 47     | 54     | 49     | 71      | 72      | 75      | 89      | 77      | 76      | 93      | 78      | 54      | 61      | 62      |
| Tydzień | 65     | 66     | 67     | 68     | 69     | 70      | 71      | 72      | 73      | 74      | 75      | 76      | 77      | 78      | 79      | 80      |
| Pozycja | 60     | 48     | 51     | 58     | 74     | 56      | 57      | 54      | 45      | 46      | 58      | 43      | 40      | 63      | 36      | 30      |
| Tydzień | 81     | 82     | 83     | 84     | 85     | 86      | 88      | 90      | 91      | 92      | 93      | 94      | 95      | 96      | 97      | 98      |
| Pozycja | 39     | 26     | 27     | 27     | 29     | 27      | 23      | 28      | 29      | 21      | 25      | 25      | 20      | 20      | 21      | 19      |
| Tydzień | 99     | 100    | 101    | 102    | 103    | 104     | 105     | 106     | 107     | 108     | 109     | 110     | 111     | 112     | 113     | 114     |
| Pozycja | 29     | 24     | 31     | 24     | 28     | 36      | 28      | 33      | 29      | 37      | 44      | 34      | 36      | 43      | 59      | 48      |
| Tydzień | 115    | 116    | 117    | 118    | 119    | 120     | 121     | 122     | 123     | 124     | 125     | 126     | 127     | 128     | 129     | 130     |
| Pozycja | 26     | 38     | 37     | 33     | 33     | 28      | 25      | 31      | 27      | 31      | 20      | 22      | 28      | 42      | 44      | 50      |
| Tydzień | 131    | 132    | 133    | 134    | 135    | 136     | 137     | 138     | 139     | 130     | 141     | 144     | 143     | 144     | 145     | 146     |
| Pozycja | 44     | 54     | 39     | 54     | 46     | 54      | 52      | 50      | 54      | 21      | 12      |         |         |         |         |         |

| Miesiąc       | Pozycja |
| ------------- | ------- |
| Kwiecień 2018 | 1       |
| Maj 2018      | 1       |
| Czerwiec 2018 | 7       |

| Rok  | Pozycja |
| ---- | ------- |
| 2018 | 2       |
| 2023 | 70      |
| 2024 | 25      |

### Certyfikaty ZPAV
Certyfikaty sprzedaży są wystawiane przez Związek Producentów Audio-Video za osiągnięcie określonej liczby sprzedanych egzemplarzy, obliczanej na podstawie kupionych kopii fizycznych i cyfrowych, a także odtworzeń w serwisach streamingowych.
| Certyfikat         | Liczba egzemplarzy | Data                 |         |
| ------------------ | ------------------ | -------------------- | ------- |
| złota płyta        | 15 000             | 9 maja 2018          | [ 8 ]   |
| platynowa płyta    | 30 000             | 9 maja 2018          | [ 8 ]   |
| 2x platynowa płyta | 60 000             | 4 lipca 2018         | [ 8 ]   |
| 3x platynowa płyta | 90 000             | 24 października 2018 | [ 8 ]   |
| 4x platynowa płyta | 120 000            | 28 maja 2019         | [ 107 ] |
| diamentowa płyta   | 150 000            | 2 października 2019  | [ 10 ]  |

## Historia wydania
| Data                 | Format                            | Wytwórnia   |         |
| -------------------- | --------------------------------- | ----------- | ------- |
| 13 kwietnia 2018     | streaming · digital download · CD | Taconafidex | [ 108 ] |
| 19 października 2018 | winyl                             | Taconafidex | [ 108 ] |

## Personel
Za powstanie albumu odpowiedzialne są następujące osoby:

- Filip Szcześniak – słowa, rap, śpiew
- Kuba Grabowski – słowa, rap, śpiew
- Karol „Solar” Poziemski – realizacja i produkcja wokali
- DJ Johny – realizacja, produkcja i miksowanie wokali
- Rafał Smoleń – miksowanie, mastering
- Piotr Szulc, Jan Porębski - producent wykonawczy
- Full Metal Jacket – projekt graficzny
- Paweł Fabjański – zdjęcia i koncept
- Otto Sot – asystent
- Kuba Krysiak, Mateusz Pożarowszczyk – oświetlenie
- Jakub Tarnowski – reżyser obsady
- Shootme – dom produkcyjny
- Bartłomiej Stawiński – producent
- Dorota Świderska, Kuba Paduszek – produkcja
- Iwona Łęczycka – stylistka
- Maciej „Rumak” Ruszecki – produkcja utworów „Intro” i „Outro”
- Dawid Pham Ngoc – produkcja utworów „8 kobiet” i „Mleko i miód”
- Michał Graczyk – produkcja utworów „Kryptowaluty”, „Visa” i „Sectumsempra”
- Forxst – produkcja utworów „Art-B” i „Tamagotchi”
- Kamil „2K” Kasprowiak – produkcja utworów „Ekodiesel”, „Wiem” i „Kryptowaluty”
- Sergiusz Pankowiak – produkcja utworów „Ekodiesel” i „Wiem”
- Duit – produkcja utworu „Nóż”
- Zeppy Zep – produkcja utworu „Metallica 808”

Nagrań dokonano w Studiu Nagrywarka oraz w Studio Nobocoto, w Warszawie.